# Almásy Pál (jászkun főkapitány)
Zsadányi és törökszentmiklósi  Almásy Pál  (Miskolc, 1722. január 16. – Gyöngyös, 1804. november 21.) Heves- Külső Szolnok vármegye követe, táblabírája, nádori (jászkun) főkapitány és hétszemélyes táblaülnök.

## Életrajza
Édesapja Almásy János – a családfa szerint Almásy (II.) János volt. Édesanyja pedig Borsy Anna (1700-1772 ).
Almásy Pál 1746-ban Heves- Külső Szolnok vármegye követe lett majd táblabírája.
1756-ban királyi tanácsos lett.
A jászkun redemptio után a szabad Jászkun kerület-ek első kapitánya lett. Kinevezését az 1746. október 15-én tartott kerületi közgyűlés vette tudomásul. 
1767-ben Eszterházy püspök és Almásy Pál jászkun kapitány legfelsőbb helyen szorgalmazni kezdték a katolikus vallás újbóli visszaállítását az akkor erősen református Kis-és Nagykunságban, legelőször azok székvárosaiban, Kiskunhalason és Karcagon.
Gyermekei:
- Tádé Pál (1750-1821), aki komoly rangokat ért el, mint császári-királyi kamarás, Fiume kormányzója, jászkun főkapitány, Főlovászmester és koronaőr.
- Ignác (1751-1840)  alkancellár
- Anna, aki később Eötvös Gábor báró felesége lett.
- István